# اوتیس (ماساچوست)
اوتیس، ماساچوست
اوتیس(به انگلیسی: Otis) شهرکی در شهرستان برکشایر ایالت ماساچوست می‌باشد که در سال ۱۷۷۳ بنیان‌گذاری شده‌است. این شهرک در سرشماری سال ۲۰۱۰ میلادی، ۱٬۶۱۲ نفر جمعیت داشته‌است.